# 包道格
包道格，美国政治人物、外交官，曾在1986年至1993年間擔任罗纳德·里根與老布希總統的國家安全局官員、總統行政辦公室特別助理。亦曾在2002年至2006年間，擔任美國在台協會台北辦事處處長。卸任AIT处长後，他在2006年至2008年間成為摩根大通國際副總裁；目前是卡内基国际和平基金会研究副總裁，負責亞洲計劃的募款事務，亦是亞洲基金會的理事。
1990年代中期，包道格成立了亚太政策中心，主办些会议并发布有关美国在亚洲政策的报告，有人指控该中心「不像智库那样运作，更像是高端谘询公司甚至游说公司。根据前僱员的说法，该中心的工作几乎完全是为了满足其政府和企业资助者的需求」。在包道格获提名为美国在臺协会处长之前，关于该非营利组织地位的滥用被进行了大量讨论，并因此推迟了他的任命。
包道格被部分人士質疑是美国的亲北京派，並在他擔任美国在台协会台北辦事處处长时就受到讨论；2006年他被撤换前，国务院上级评鉴报告质疑他表现欠佳、无法使美国政府正确了解台湾情势、让美方难以平衡看待台湾的各种发展，AIT在包道格强悍领导下，不同意见无法上达，士气非常低落，而且很多台湾人不欢迎包道格。
2012年中华民国总统选举投票前两天，包道格接受《中天新聞》访问，公开支持馬英九连任并批评時任民主進步黨總統候選人蔡英文，被质疑干涉台湾内政，導致AIT紧急澄清其發言並非美國官方立场，《纽约时报》称是前外交官在摇撼台湾。

## 評論
據維基解密公開的2006年美國在台協會發給美國政府內部的一則電文顯示，包道格敘述，當時台灣的民主進步黨政治明星蔡英文的年齡，而且單身、沒有小孩，能說一口極好的英語。前中華民國外交部長陳唐山表示，包道格說在台湾透过高尔夫球叙了解台湾的政经情势，但因为民进党人士较少打高尔夫，只能找国民党的人来打，所以讯息都来自国民党，难免会有国民党的观点。
2012年1月12日，包道格接受中天新聞專訪時稱，美國政府認為蔡英文提出的台灣共識完全不具有可行性，2011年蔡英文向美國政府提出的對兩岸關係的保證過於空泛，讓美國政府無法安心；包道格認為，台灣共識無法成為增進兩岸關係的實質性進展的基礎，台灣可能需要幾十年才能形成一個統一觀點的共識，九二共識才符合美國利益。包道格指出，如果蔡英文在2012年中華民國總統選舉勝選，「美國將會很快地送來一個高層代表，試圖再傳遞訊息給她，要她維持現狀，而且要她找出超越她在競選期間所承諾的方式來維持現狀，給美國一些信心，顯示她可以處理兩岸關係」。
2012年1月13日，民進黨發言人陳其邁批評，包道格在中天新聞專訪中的言論是中國國民黨「拙劣的選舉操作」讓台灣人誤信包道格代表美國政府；民進黨發言人蕭美琴則稱，民進黨與美國政府官員聯繫，獲得美國政府立場一致的表述，就是尊重台灣民主、不會偏袒任一方；美國在台協會發言人萬德福（Christopher Kavanagh）說，包道格「是一個美國平民，發言不代表美國政府」，「我要強調：台灣將舉行總統大選，不論哪位候選人當選，美國政府都可以接受」；民進黨邀請到台灣觀選的前阿拉斯加州州長法蘭克·穆考斯基則批評，包道格說的那句話是不負責任、對台灣選民不公平；包道格則在拜會中華民國經濟部後澄清，「我沒有介入台灣選舉」。
2014年2月12日，包道格接受中評社專訪時說，民進黨要求行政院大陸委員會主任委員王郁琦在王張會中不得談政治議題、不得呼應一個中國框架，但王張會中雙方都重申九二共識；如果不能談九二共識，或者不能談九二共識中蘊含的一些想法，就無法處理兩岸政策；美國將持續關注民進黨內部的辯論，看民進黨在2016年選舉之前如何處理兩岸關係。
2014年8月27日，《新台灣新聞週刊》發行人詹錫奎（老包）說，陳水扁政府「扁邱現象」（陳水扁與邱義仁）被「權力的水杯」沖昏頭時，不知天高地厚，與時任美國在台協會台北辦事處處長的包道格交惡為敵，種下日後陳水扁被天羅地網的艾格蒙聯盟包圍及揭發鉅款匯海外業障，陳水扁身敗名裂，也連累日後的民進黨：「每逢總統大選，包道格必運用影響力打擊綠營。」他還說，初始他曾試圖提醒陳水扁，替邱義仁修補與包道格的關係；陳水扁卻只聽信邱義仁之語，對包道格表示不屑，說包道格是親中的「紅軍」；他回說「你管他什麼軍，他就是代表美國啊......」，但陳水扁一副胸有成竹、不想再談的表情。
2014年10月28日，前美國在台協會理事主席卜睿哲說，有民進黨立法委員指控他與包道格的發言有「挺國民黨」立場，他要進一步了解「民進黨朋友」說了什麼，但他從未試圖告訴台灣選民如何投票；他自嘲，如果他與包道格的發言能影響台灣選舉，「很適合政治科學家好好研究」。
2015年3月，包道格說，中共總書記习近平针对两岸关系的谈话，显示九二共识與一個中國是中国大陆对台灣的底线，是间接向蔡英文喊话；当时蔡英文表示“听到了”，但她又说，民进党有跟美国政府查对过了，卸任官员的话都不代表美国政府的立场。2015年11月20日，包道格在《大公报》的专访中谈及此事，他耸耸肩、一笑置之，暗諷蔡英文缺乏對國際政治的認識；他重申，美国在亚洲的国家利益极大程度上取决于两岸关系的和平稳定，美国希望看到两岸的稳定和秩序；另外，西方主流学者和智库持续误判中国大陆，已经成为西方学者反思的内容之一，“中国崩溃论已成笑料”。
2016年11月，包道格出席2016年凤凰财经峰会並接受凤凰网财经频道专访，他首度披露，“对中国某些产品征收45%的高额关税，是美国实行已久的一项政策，很正常”，從小布希到歐巴馬都是如此，“不足为奇，也不激进”；記者問，這個45%的關稅是不是早就有了；包道格笑答，“何止45%！有些中国产品还被征收过550%的关税”。包道格直言，他早就觉得美国拒绝加入亚投行是大错，“我不明白，为什么我们要在亚投行的问题（与中国）大打一场。亚投行对我们是好事，有更多的钱投入到基础设施建设上有何不好？”但包道格不認為美國總統當選人唐納·川普上任後会推動美国尽快加入亚投行：加入亚投行需要一次性交一大笔钱，然而川普上任後的美国会在基建上投入不少钱，“现在不是美国加入亚投行的好时机”。包道格說，美国可以不加入亚投行、但投资亚投行的项目，就像日本没有加入亚投行、但有投资亚投行的基建项目，“日本政府的钱也进入了亚投行，美国也需要参与到亚投行中”。
2016年12月19日，包道格訪問台灣並獲行政院院長林全接見；包道格認為，川普上任美國總統以後，宣布美國退出跨太平洋戰略經濟夥伴關係協議（TPP），推動美國與各國雙邊經貿協定，反而對台灣更有利，蔡英文政府應該讓美國政府知道優先與台灣諮商可獲最大利益，台灣的經商法規應持續鬆綁改革。
2017年2月10日，川普在電話中向習近平表態（川習通話）尊重一個中國，包道格與戰略與國際研究中心高級顧問葛來儀接受中評社專訪評論此事。包道格表示，不會再有另一次英川通話，「我懷疑台灣會歡迎進一步打亂平靜的現狀」，他甚至認為川普可能自認已使用一中作為談判籌碼。關於《金融時報》報導稱川普表示會尊重1992年台海兩岸達成的“外交方程式”，葛來儀說，川普沒有提到九二共識，那位記者把概念搞錯了；包道格說，那位記者因不熟悉一個中國政策爭端的歷史而表達有誤，川普與習近平沒有討論九二共識或類似的東西。
2018年12月15日，包道格接受《中國時報》專訪時稱，美國在台灣2018年九合一選舉中讓包括他在內的很多人感覺支持民進黨，這樣「並不明智」（unwise）；選後他曾致電台海問題專家，這位專家說，不要低估台灣人的智慧；「台灣從支持民進黨讓他們在地方和總統大選大獲全勝後，現又擺向另一邊」，表態一事對美國沒好處。包道格認為，「川普不那麼重視台灣，他較重視貿易等問題，且難預測」，這是台灣必須認清的。